# Kościół Matki Boskiej Częstochowskiej w Poznaniu
Kościół Matki Bożej Częstochowskiej w Poznaniu – parafialny kościół rzymskokatolicki, znajdujący się w Poznaniu, na terenie Naramowic, na osiedlu samorządowym Naramowice, przy ul. Naramowickiej 156. Przynależy do Dekanatu Poznań-Piątkowo.

## Historia
Parafię naramowicką erygowano już w okresie międzywojennym. Początkowo służył jej mały kościół drewniany, a po jego pożarze salka w domu parafialnym. Kościół został wybudowany w latach 1977–1981, według projektu Henryka Marcinkowskiego, a z inicjatywy księdza Mariana Bogackiego (obiekt dokończony został za czasów księdza Tadeusza Neumanna). Była to jedna z pierwszych w Poznaniu przystosowana do wymogów liturgicznej odnowy Soboru Watykańskiego II.

## Architektura
Świątynia modernistyczna, trzynawowa. Fasada jest symetryczna, silnie zgeometryzowana. Strefa wejściowa wykonana w naturalnym betonie, oflankowana masywnymi częściami obłożonymi cegłą. Do głównego wejścia prowadzą silnie zaakcentowane schody. Bryłę optycznie wysmukla wysoka kampanila stojąca bliżej ulicy Naramowickiej. W 2009 dobudowano do kościoła windę dla osób niepełnosprawnych, starszych i z wózkami.
W 2009 na tyłach kościoła powstało neomodernistyczne osiedle Małe Naramowice, którego rynek otwiera się na panoramę świątyni (zejście systemem schodów na skarpie). Stanowi ono przykład dobrego zagospodarowania istniejącej przestrzeni urbanistycznej. 

## Dojazd
Dojazd zapewniają autobusy MPK Poznań - linie 46, 47, 67 (przystanek Rubież) lub 51 i 69 (przystanek os. Łokietka I).